# Taki (bài hát)
"Taki" là một bài hát của nữ ca sĩ kiêm nhạc sĩ người Ý Sarah Toscano. Bài hát được phát hành vào ngày 23 tháng 5 năm 2025 bởi Warner Music Italy.

## Sáng tác
Bài hát được Sarah Toscano sáng tác với Alessandro La Cava và Federica Abbate, do Nicola Lazzarin sản xuất, hay còn gọi là Cripo, và âm thanh bài hát kết hợp giữa pop soul với ảnh hưởng của nhạc Afrobeat, tạo nên năng lượng của thiên nhiên. Lấy cảm hứng từ triết học Nhật Bản, tựa đề bài hát "Taki" có nghĩa là "thác nước", nội dung nói về việc đỗ vỡ trong lòng và nhận thức trong một chuyện tình mãnh liệt và thuần khiết, nơi dòng thác chảy chậm rãi, tượng trưng cho sự thanh tú và mãnh liệt của một kết nối cảm xúc sâu đậm.

## Quảng bá
Vào ngày 18 tháng 5 năm 2025, Sarah Toscano đã biểu diễn bài hát này trong chương trình tìm kiếm tài năng Amici di Maria De Filippi mùa thứ 24.

## Video âm nhạc
Video âm nhạc của "Taki" do Byron Rosero đạo diễn, được phát hành cùng ngày trên kênh YouTube của Sarah Toscano.

## Bảng xếp hạng
| Bảng xếp hạng (2025) | Vị trí |
| -------------------- | ------ |
| Ý (FIMI)             | 82     |